# Moncton
Moncton este un oraș din provincia Noul Brunswick, Canada, situat pe coasta de est a țării. Cu peste 70.000 de locuitori este cel mai mare oraș din provincie. 
Aproximativ 50 % dintre locuitori vorbesc limba engleză, iar 3,4 % limba franceză, 46,5 % vorbesc atât limba engleză cât și franceză.